# Train Simulator Real THE 山手線
『THE山手線 Train Simulator Real』（トレインシミュレーター リアル ザ やまのてせん）とは、2001年10月4日にソニー・コンピュータエンタテインメントから『Train Simulator Realシリーズ』として発売された、JR東日本山手線外回りの運転を再現したPlayStation 2用の鉄道運転シミュレーションゲームである。

## 登場車両
205系直流通勤型電車

## 登場ダイヤ
621G（早朝・初級）
703G（朝・中級）
1251G（昼・上級）
1609G（夕方・中級）

## 特徴
他の作品に比べると登場車両数やダイヤの数などは劣るが、ATOSからの出発時機表示機通告による延発、抑止整理のほか、東鉄指令や車掌との交信、列車防護無線、踏切障害物検知器作動、車掌用非常ブレーキ使用、列車非常停止ボタン使用による非常停止など、さまざまなハプニングが用意されていることが特徴である。これらのハプニングは、初期はランダムに発生するがすべてのゲームモードで金を獲得すると自由に起こすことが可能になる。詳細は以下に記載。
なお、東鉄指令や車掌との交信を再現するため、消すことはできない。
- 通勤時間帯の多客による混雑に伴う遅延のため、出発時機表示機通告による抑止延発整理(原宿駅など)
- ドアの荷物挟まりのため駅員が取り除き安全確認（恵比寿駅、新宿駅、上野駅）
  - 駅員による列停扱い（列車停止扱い）の場合と、車掌が非常ブレーキを引いた場合の2種類がある。車掌動作を手動にした場合、発車メロディを即切りするなどして規定の時間よりも短くすると乗り切れない客の荷物が挟まり、遅延の原因になってしまうことがある。駆け込み乗車などの戸挟みも同様である。
- 後続列車が遅れているため出発時機表示機通告による延発整理(代々木駅など)
- 駅構内にて急病人発生のため駅員が搬送
  - 渋谷駅～原宿駅間、西日暮里駅～日暮里駅間の2箇所どちらかに指令が入る。急病人が発生するのは新宿駅か上野駅。
- 踏み切り障検（踏切障害物検知器）動作復帰
  - 目白駅、駒込駅発車後、ATCが一瞬だけ0になる。
- 埼京線での列車防護無線発報(池袋駅～大塚駅間、復帰の知らせは走行中に入る。)
- 大崎駅4番線に着発線変更(703Gは田町駅到着前、それ以外は田町駅～品川駅間走行中に必ず発生する。)
- 自列車遅延による延発整理
  - 車掌の動作を手動にした場合、5分以上発車メロディを鳴らし続けるなど停車時間を大幅に過ぎて発車した場合、間隔整理をする。どの区間でも発生させることができる。